# مجلس سنای لسوتو
مجلس سنا لسوتو (به سوتو: Ntlong ea Mahosana) مجلس علیای مجلس لسوتو است. این نهاد به همراه مجلس ملی لسوتو، ساختار دومجلسی قوهٔ قانون‌گذاری کشور لسوتو را تشکیل می‌دهد.سامانهٔ دومجلسی در لسوتو بر پایهٔ مدل نظام وست‌مینستر بریتانیا بنا شده است و در آن، مجلس سنا از نظر قدرت در سطحی پایین‌تر از مجلس ملی قرار دارد. مجلس سنا اختیار آغاز فرآیند قانون‌گذاری را ندارد، نقشی در تعیین نخست‌وزیر ایفا نمی‌کند و در رأی اعتماد نیز شرکت نمی‌جوید. با این حال، برای اصلاح برخی مفاد قانون اساسی نیاز به تأیید سنا وجود دارد و تمامی لوایح برای تبدیل شدن به قانون باید به تصویب هر دو مجلس برسند.ترکیب این مجلس شامل ۳۳ عضو است: ۲۲ نفر از رؤسای سنتی موروثی که دارای نقش اجرایی در جوامع محلی خود هستند، و ۱۱ نفر که توسط پادشاه لسوتو بنا به توصیه نخست‌وزیر منصوب می‌شوند. این اعضا عموماً در رأی‌گیری‌ها هم‌سو با دیدگاه پادشاه عمل می‌کنند. سناتورها برای دوره‌ای پنج‌ساله منصوب می‌شوند و هم‌زمان نمی‌توانند عضو مجلس ملی باشند.ماموناهنگ موکیتیمی ریاست کنونی مجلس سنا را بر عهده دارد. وی پس از پرنس سیسو برنگ سیسو، به این سمت منصوب شد.